# Solimão Almostaim
Solimão I ibne Alacam (Sulaiman II ibn al-Hakan) ou Solimão Almostaim (em árabe: سليمان المستعين; romaniz.: Sulaiman al-Musta'in) foi o quinto califa de Córdova, reinando entre 1009 e 1010 e, novamente, entre 1013 e 1016 em Alandalus (a Ibéria islâmica).

## Biografia
Em 1009, após Maomé II ibne Hixame ter liderado uma revolta contra o califa Hixame II e o aprisionado, se aproveitando do fato de que o homem-forte do califado, Abderramão Sanchuelo, estava fora, no Reino de Leão, lutando contra o rei cristão Alfonso V. Ele tomou o comando de um exército de berberes que haviam desertado das forças de Maomé, se aliou com o conde Sancho Garcia de Castela e finalmente derrotou Maomé em 1 de novembro do mesmo ano, na Batalha de Alcolea. Enquanto Maomé procurava refúgio em Toledo, Solimão conquistou Córdova e permitiu que ela fosse saqueada pelos berberes e pelos castelhanos. Também libertou Hixame II e o reconheceu como califa, apenas para depô-lo dias depois. Ele foi então eleito califa pelas suas tropas, assumindo o título (lacabe) de "Almostaim Bilá" ("Aquele que busca pela ajuda de Alá").
Contudo, Solimão não conseguiu conquistar Toledo. Em maio de 1010, Maomé, que conseguira então reorganizar suas tropas de mercenários escravos vindos de toda a Europa, se aliou com o conde de Barcelona Raimundo Borel I e derrotou Solimão, reconquistando Córdova, novamente saqueada, desta vez pelos catalães. Maomé foi novamente feito califa, mas foi assassinado por seus mercenários em julho. Hixame II retornou então ao trono.
Após ter se retirado para Algeciras, o derrotado Solimão conseguiu reconquistar Córdova em 1013 com a ajuda dos berberes e depôs novamente Hixame II (supostamente assassinando-o desta vez). Sua política de concessões aos berberes, árabes e tropas líderes escravos efetivamente reduziram a autoridade do califado à região de Córdova apenas. Neste meio tempo, o zírida Zaui ibne Ziri fundou um emirado independente em Granada. Em 1016, Córdova foi novamente atacada por um enorme exército berbere sob o governador hamúdida de Ceuta, Ali ibne Hamude Anácer, que a conquistou em 1 de julho de 1016.
Solimão foi aprisionado e decapitado dias depois.